# فرناندو ویلاویسنسیو
فِرناندو اَلکیبیادِس ویلاویسِنسیو والِنسیا (۱۱ اکتبر ۱۹۶۳ – ۹ اوت ۲۰۲۳) سیاستمدار و روزنامه‌نگار اکوادوری بود که در انتخابات سال ۲۰۲۳ اکوادور به عنوان رئیس‌جمهور نامزد شد. او از سال ۲۰۱۷ تا پایان سال ۲۰۲۳ از اعضای مجلس شورای ملی اکوادور بود. قبل از حرفهٔ سیاسی خود، او یک روزنامه‌نگار تحقیقاتی بود که معمولاً، فساد، خشونت و جرایم سازمان‌یافته را در اکوادور پوشش می‌داد.
او قبل از فعالیت‌های سیاسی خود، یک روزنامه‌نگار بود که فساد و جرایم سازمان‌یافته را در اکوادور پوشش می‌داد. ویلاویسنسیو که از منتقدان رئیس‌جمهور سابق اکوادور، رافائل کورئا بود، پس از مسائل حقوقی به دنبال انتقادات او از دولت کورئا، در تبعید در کشور پرو بود. او چندین ماه را در زندان گذراند تا اینکه در فوریه ۲۰۱۸ همهٔ اتهامات وی رفع شد.
ویلاویسنسیو پس از نامزدی ناموفق برای مجلس شورای ملی در سال ۲۰۱۷، در سال ۲۰۲۱ به نمایندگی از حوزهٔ انتخابیه ملی انتخاب شد. در ماه مه ۲۰۲۳ او نامزدی ریاست‌جمهوری خود را برای انتخابات سراسری آن سال اعلام کرد.
ویلاویسنسیو در ۹ اوت ۲۰۲۳ در طول یک گردهمایی سیاسی در جریان یک مراسم انتخاباتی در شمال شهر کیتو مورد اصابت حدود ۳۰ گلوله قرار گرفت و کشته شد.

## زندگی شخصی
ویلاویسنسیو در کانتون آلائوسی متولد شد. او در دانشگاه تعاونی کلمبیا، در رابطه با رشته‌های روزنامه‌نگاری و ارتباطات تحصیل کرد.
پس از دانشگاه، او یکی از بنیانگذاران حزب پاچاکوتک در سال ۱۹۹۵ شد. او در سال ۱۹۹۶ به پترواکوادور (شرکت دولتی نفت اکوادور) پیوست.

## حرفه روزنامه‌نگاری
ویلاویسنسیو حرفهٔ روزنامه‌نگاری خود را با روزنامهٔ ای‌ال یونیورسو (به اسپانیایی به معنای جهان) که یکی از بزرگ‌ترین روزنامه‌ها در اکوادور است آغاز کرد. او در طول کارهای تحقیقاتی خود در ای‌ال یونیورسو، از دولت‌های مختلف مانند دولت گوستاوو نوبوا که او را به فساد متهم کرده‌بود، انتقاد کرد. بیشتر آثار او مورد انتقاد قرار گرفت.
در سال ۲۰۱۵، سینتیا ویتری، سیاستمدار و روزنامه‌نگار اکوادوری و ویلاویسنسیو اسناد محرمانه‌ای را به ویکی‌لیکس ارسال کردند که نشان می‌داد اکوادور از شرکتی ایتالیایی برای اجرای یک برنامهٔ جاسوسی از روزنامه‌نگاران و مخالفان سیاسی و همچنین، جاسوسی از جولین آسانژ در سفارت استفاده می‌کند. نیویورک تایمز گزارش داد که گزارش‌های گفتگوی درز کرده از سال ۲۰۱۵ نشان می‌دهد که آسانژ از اسنادی که توسط ویکی‌لیکس منتشر نشده بود، آگاه بوده‌است.

## حرفه سیاسی

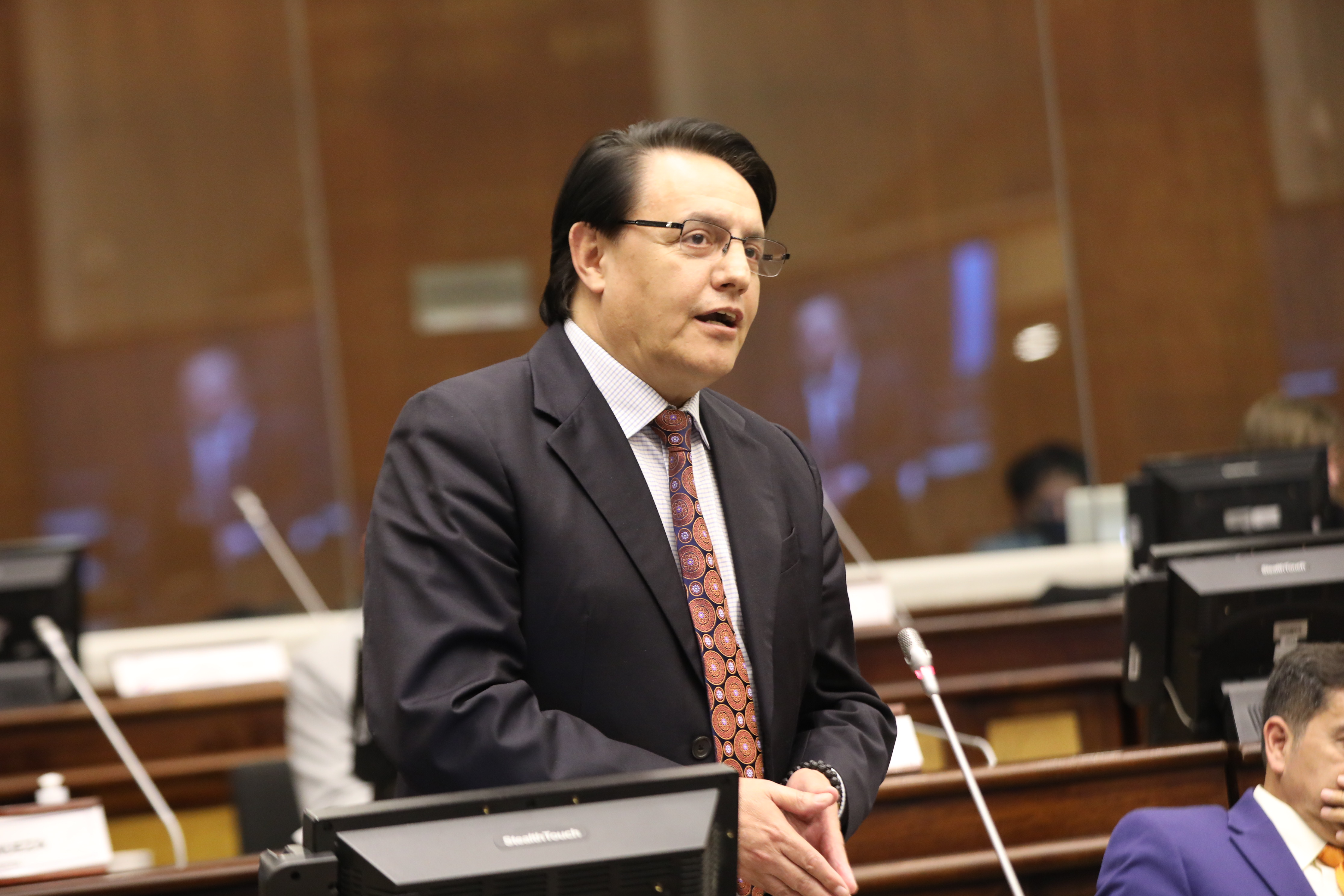
سخنرانی ویلاویسنسیو در مجلس شورای ملی، آوریل ۲۰۲۲

در طول جلسهٔ ۲۰۱۳–۲۰۱۴ در مجلس شورای ملی، ویلاویسنسیو دستیار پارلمانی کلور جیمنز، سیاستمدار اکوادوری بود. در این مدت، جیمنز و ویلاویسنسیو، رئیس‌جمهور اکوادور، رافائل کورئا را متهم کردند که در جریان شورش پلیس در سپتامبر ۲۰۱۰، دستور حملهٔ مسلحانه به بیمارستانی را صادر کرده‌است. کورئا به دلیل افترا از او شکایت کرد و ویلاویسنسیو به ۱۸ ماه زندان محکوم شد. او به واشینگتن دی. سی سفر کرد و از کمیسیون بین‌المللی آمریکایی حقوق بشر کمک گرفت؛ اما زمانی که به اکوادور بازگشت، از قبل حکم بازداشتش را صادر کرده بودند. او به جای تسلیم حکم شدن، در منطقهٔ آمازون مخفی شد تا زمان محکومیتش به پایان برسد.
در ابتدا، زمانی که وی نامزدی پارلمانی خود را برای انتخابات سراسری اکوادور در سال ۲۰۱۷ اعلام کرد، به دلیل اتهامات قانونی وی، کمپین انتخاباتی او غیرفعال شد. پس از رد اتهامات، او توانست مبارزه‌های انتخاباتی خود را از سر بگیرد. با این حال، او در انتخابات شکست خورد. پس از شکست، او به اتهام توهین و جاسوسی در پی انتقاداتش از دولت کورئا دستگیر شد. او به پرو رفت و در طول پناهندگی خود در این کشور، تمامی اتهامات علیه وی در فوریه ۲۰۱۸ لغو شد.
ویلاویسنسیو دوباره در سال ۲۰۲۱، در انتخابات سراسری اکوادور تحت عنوان اتحاد صداقت برای مجلس شورای ملی نامزد شد و این بار یک کرسی برای حوزه انتخابیه ملی به دست آورد. در سپتامبر ۲۰۲۲، ویلاویسنسیو ادعا کرد که پس از اینکه خانه‌اش در کیتو مورد حمله گلوله قرار گرفت، هدف سوءقصد قرار گرفت.

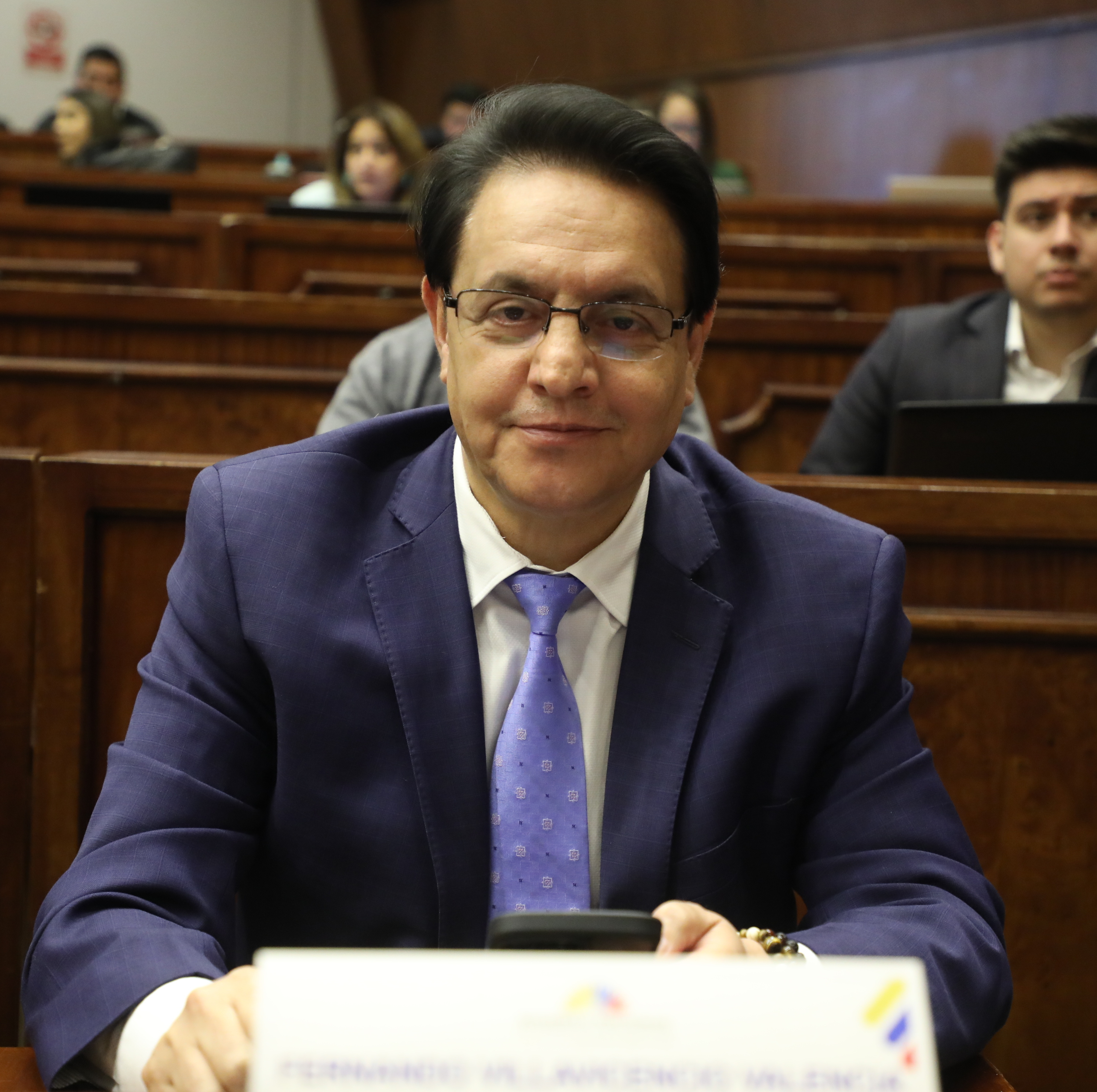
ویلاویسنسیو در آوریل ۲۰۲۳

در مه ۲۰۲۳، دورهٔ تصدی او در مجلس ملی با انحلال مجلس شورای ملی توسط گیرمو لاسو، رئیس‌جمهور اکوادور به پایان رسید. قبل از انحلال، ویلاویسنسیو به دلیل ممانعت از روند استیضاح لاسو مورد انتقاد چندین عضو مجلس قرار گرفت.

## مبارزات انتخاباتی ریاست جمهوری ۲۰۲۳
اندکی پس از انحلال مجلس ملی، ویلاویسنسیو نامزدی خود را برای ریاست جمهوری اکوادور در انتخابات ۲۰۲۳ اعلام کرد. او بر فساد فزاینده، خشونت در کشور و حفاظت از محیط زیست تمرکز کرد. همچنین، او در طول مبارزات انتخاباتی خود، اکوادور را به دلیل افزایش خشونت‌های گروه‌های تبهکار به عنوان «کشور مواد مخدر» نامید.
در تاریخ ۱۶ ژوئن، نامزدی وی به دلیل اطلاعات ناکافی رد شد. اما این موضوع حل شد و چهار روز بعد مجدداً نامزدی وی تأیید شد.
نظرسنجی در تاریخ ۹ ژوئیه نشان داد که ویلاویسنسیو با ۱۰٫۲۳ درصد از آرا در انتخابات در جایگاه چهارم قرار دارد. یک هفته بعد در ۱۸ ژوئیه، یک نظرسنجی نشان داد که ویلاویسنسیو با ۱۳٫۲ درصد از آرای انتخاباتی در جایگاه دوم قرار دارد و لوئیزا گونزالس، سیاستمدار اکوادوری و نمایندهٔ سابق مجلس با ۲۶٫۶ درصد از آرا در رتبهٔ اول قرار دارد. در اوت ۲۰۲۳ (در زمان ترور وی)، ویلاویسنسیو ۷٫۵ درصد از آرا را صاحب بود.

## ترور
در ۹ اوت ۲۰۲۳ و در ساعت ۱۸:۲۰ (به وقت اکوادور)، ویلاویسنسیو در حالی که وارد یک وسیلهٔ نقلیه می‌شد، مدت کوتاهی پس از پایان یک گردهمایی در «کالج اندرسون» در بخش شمالی کیتو به سرش شلیک شد. در جریان این حمله، فرد مسلح یک نارنجک نیز پرتاب کرده بود، اما منفجر نشد. ویلاویسنسیو با عجله به بیمارستان مجاور محل گردهمایی منتقل شد و در آنجا مرگ او اعلام شد. او در زمان ترور ۵۹ سال داشت. ۸ نفر از شرکت‌کنندگان به علاوه یک افسر پلیس (در مجموع، ۹ نفر) در این گردهمایی در جریان تیراندازی زخمی شدند. این در حالی بود که ویلاویسنسیو در زمان ترور از طرف پلیس محافظت می‌شد. یکی از مظنونان این ترور نیز در جریان تیراندازی پلیس کشته شد.
ترور او کمتر از دو هفته قبل از انتخابات اکوادور رخ داد. ویلاویسنسیو یک روز قبل از مرگش گزارشی در مورد یک تجارت نفتی که نامش فاش نشده بود به وزارت دادگستری ارائه کرد. جزئیات بیشتری در مورد این گزارش مشخص نشد. واشینگتن پست اشاره کرد که ترور او در زمان افزایش خشونت گروهی در کشور اتفاق افتاد. ویلاویسنسیو چندین تهدید به مرگ نیز دریافت کرده بود؛ از جمله یک تهدید از کارتل سینالوآ در طول مبارزات انتخاباتی ریاست جمهوری او که آخرین مورد یک هفته قبل از تیراندازی بود.